# 25 Bank Street
Le 25 Bank Street est un gratte-ciel de la ville de Londres, situé dans le quartier de Canary Wharf. 
Il est haut de 153 m et comporte 33 étages, ce qui en fait le 8e plus haut bâtiment de la ville. Il fut conçu par César Pelli et fut construit en 2003 par la Canary Wharf Contractors. 
Jusqu'en 2008, le gratte-ciel était occupé par la banque d'investissement Lehman Brothers avant qu'elle ne fasse faillite. Depuis 2012, il est occupé par la banque d'investissement JP Morgan.